# Langeais

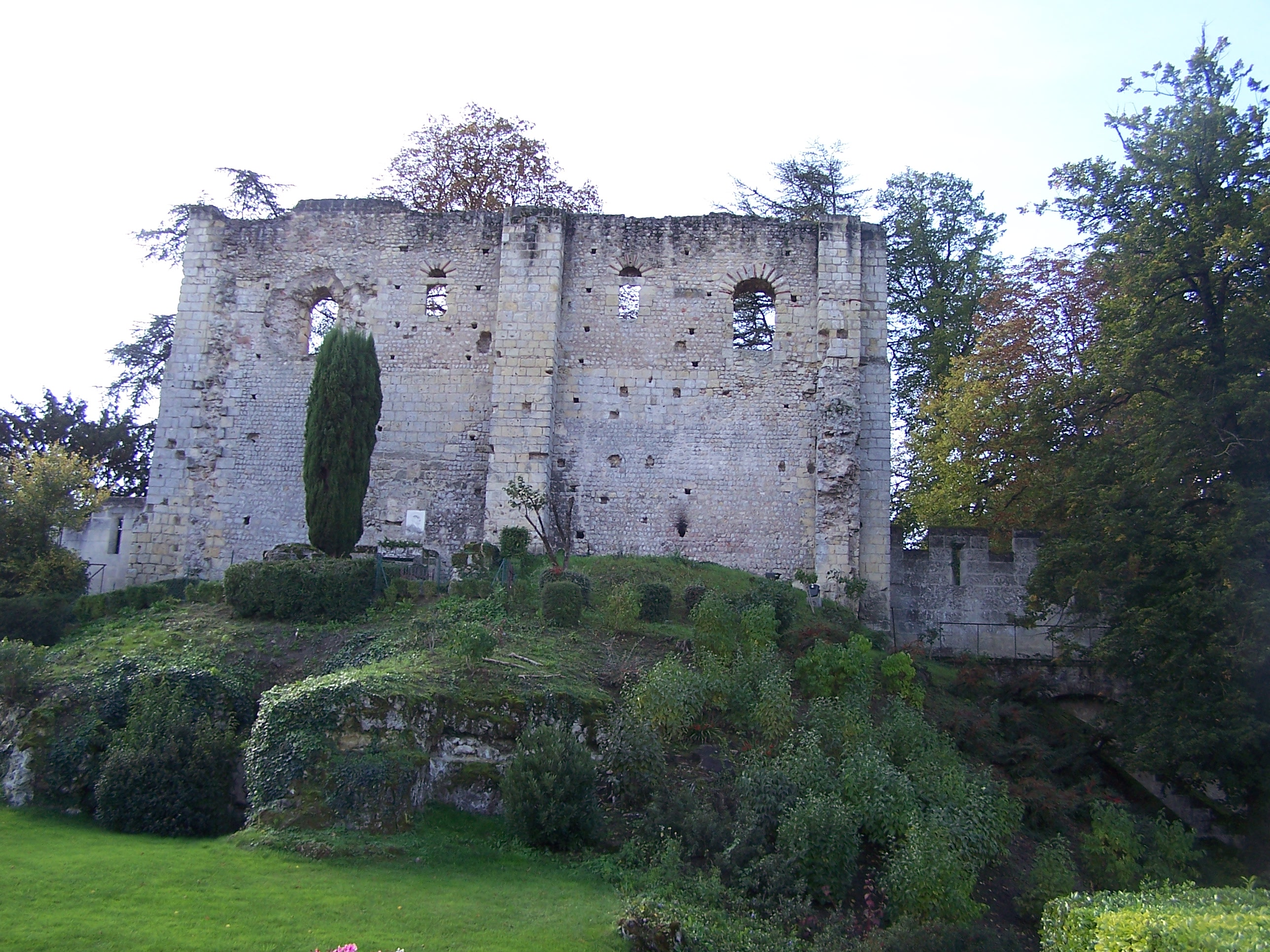
Az öregtorony

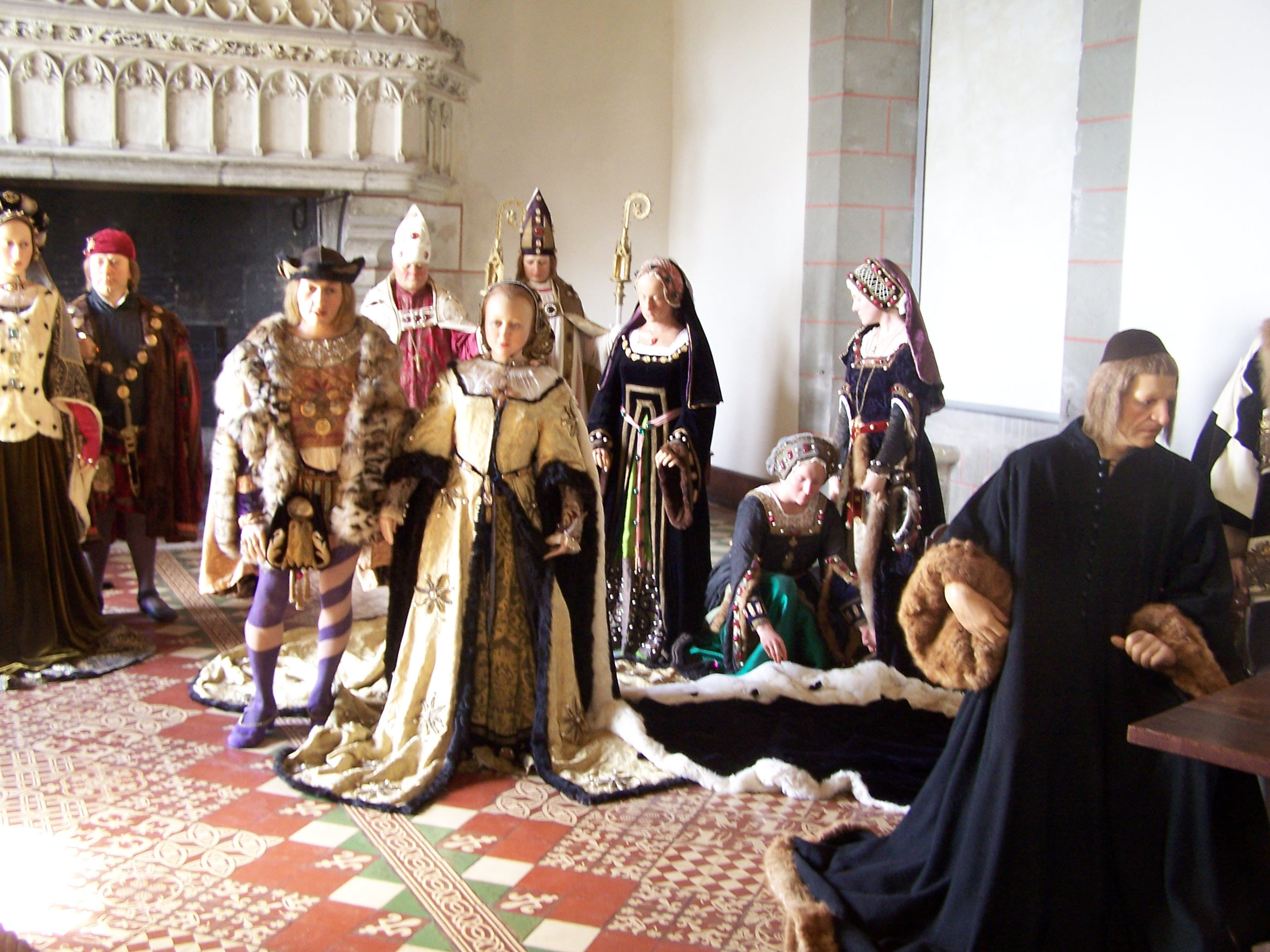
VIII. Károly és Bretagne-i Anne

Langeais város Franciaországban, Indre-et-Loire megyében.

## Története
Langeais-ban állt Franciaország legrégebbi erődítménye, melyet Foulque de Nerra építtetett a X. században. A várból az öregtorony megmaradt, és a mostani kastély kertjében látható.
Az erődítmény 1216-ban II. Fülöp Ágost király birtokába jutott egy békeszerződés megkötése kapcsán, és így királyi birtok lett. A birtok hűbérurai többször cserélődtek, míg végül az 1400-as évek elején a vár romba dőlt.
XI. Lajos király 1465 és 1467 között, a százéves háború alatt építtette fel a jelenlegi várat, a breton fenyegetések kivédésére. Az építkezéseket Jean Bourré, a király kincstárnoka irányította.
1491-ben a kastélyban tartották meg VIII. Károly és Bretagne-i Anne esküvőjét. Ezáltal Franciaország végleg egyesült Bretagne-al. Anne ekkor 12 éves volt, Károly király gyönyörű öltözéket készíttetett neki, melyet arany és 160 cobolyprém díszített.
A házassági szerződés is különleges volt: ha a király örökös nélkül halna meg, Anne-nak feleségül kell mennie a következő uralkodóhoz. Így lett Anne 1498-ban, VIII. Károly halála után XII. Lajos király felesége.
1547-től a kastély megszűnt királyi tulajdon lenni, és Somma herceg, Lorraine hercegnő, Cinq-Mars báró, majd Luynes herceg birtokába került. Legutolsó tulajdonosa, Jacques Siegfried restauráltatta és XV. századi bútorokkal bebútoroztatta a kastélyt, majd 1904-ben a francia államnak adományozta. Neki köszönhető, hogy Langeais vára a legjobban berendezett Loire-völgyi kastély, mely a legélethűbben felidézi a reneszánsz királyi udvar életét.

## Nevezetességei
- Château de Langeais
- Öregtorony
- Langeais temploma
- Rabelais háza
- Függőhíd

## Testvérvárosok
- Németország Eppstein
- Portugália Gondar